# 步鹿真
步鹿真（？—414年），郁久闾氏，為亞洲蒙古一帶古國柔然的第三任君主。步鹿真為第二任可汗斛律侄，缊纥提之孙，一说其父是诘归之。
斛律把自己的女儿嫁到北燕，步鹿真和树黎绑架斛律送往北燕。向北燕王冯跋派人护送斛律返國，士兵途中把他殺死。于是，步鹿真於414年間在柔然短暫稱汗，将政事交给树黎。因为他和大将叱洛侯的少妻通奸，其部将拥立他的堂叔大檀为君，步鹿真发兵镇压，迫使叱洛侯自刎。大檀反击，步鹿真遭到大败，被大檀俘虏后绞死。